# Aleš Gorza
Aleš Gorza, né le 20 juillet 1980 à Črna na Koroškem, est un skieur alpin slovène spécialiste des épreuves de vitesse. 

## Biographie
Il fait ses débuts en Coupe du monde en 2001. Sa première sélection en championnat du monde a lieu en 2003 et prend la quatrième place au slalom géant. Il monte sur deux podiums lors de la saison 2007-2008 en terminant troisième des super G de Whistler et de Bormio. Il obtient son meilleur classement général cet hiver avec une 31e place.
Il prend part à deux éditions des jeux olympiques en 2006 et 2010, où il obtient de meilleurs résultats avec une dixième place au slalom géant, une onzième au super G et une quinzième au super combiné.
Il prend sa retraite sportive en 2013.

## Palmarès

### Jeux olympiques d'hiver
| Épreuve / Édition       | Turin 2006 | Vancouver 2010 |
| Super G                 | 33e        | 11e            |
| Slalom géant            | Abandon    | 10e            |
| Slalom                  | Abandon    | -              |
| Combiné / Super combiné | 15e        | -              |

### Championnats du monde
| Épreuve / Édition       | St-Moritz 2003 | Bormio 2005 | Åre 2007 | Val d'Isère 2009 | Garmisch-Partenkirchen. 2011 |
| Descente                | -              | -           | 39e      | -                | -                            |
| Super G                 |                | 24e         | 19e      | 16e              | 22e                          |
| Slalom géant            | 4e             | 18e         | Abandon  | 23e              | -                            |
| Slalom                  | -              | -           | Abandon  | -                | -                            |
| Combiné / Super combiné | 12e            | Disqualifié | Abandon  | Abandon          | -                            |

### Coupe du monde
- Meilleur classement général : 31e en 2008.
- 2 podiums : 2 troisièmes places.

#### Différents classements en Coupe du monde
| Année/Classement | Général | Général | Descente | Descente | Slalom géant | Slalom géant | Slalom | Slalom | Super G | Super G | Combiné | Combiné |
| Année/Classement | Class.  | Points  | Class.   | Points   | Class.       | Points       | Class. | Points | Class.  | Points  | Class.  | Points  |
| ---------------- | ------- | ------- | -------- | -------- | ------------ | ------------ | ------ | ------ | ------- | ------- | ------- | ------- |
| 2003             | 102e    | 31      | -        | -        | 46e          | 18           | 48e    | 13     | -       | -       | -       | -       |
| 2004             | 116e    | 16      | -        | -        | 45e          | 11           | 56e    | 5      | -       | -       | -       | -       |
| 2005             | 64e     | 88      | -        | -        | 18e          | 88           | -      | -      | -       | -       | -       | -       |
| 2006             | 70e     | 89      | -        | -        | 31e          | 45           | 40e    | 30     | -       | -       | 38e     | 14      |
| 2007             | 60e     | 118     | -        | -        | 23e          | 45           | 59e    | 4      | -       | -       | 16e     | 69      |
| 2008             | 31e     | 302     | -        | -        | 24e          | 66           | -      | -      | 13e     | 157     | 15e     | 79      |
| 2009             | 63e     | 106     | -        | -        | 34e          | 35           | -      | -      | 28e     | 35      | 20e     | 36      |
| 2010             | 70e     | 98      | -        |          | 42e          | 12           | -      | -      | 19e     | 86      | -       | -       |
| 2011             | 139e    | 13      | -        | -        | -            | -            | -      | -      | 41e     | 13      | -       | -       |

### Coupe d'Europe
- 2 podiums.

### Championnats de Slovénie
- Champion du slalom géant en 2003, 2004, 2005 et 2007.